# دالان (معماری ایرانی)
دالان در معماری ایرانی، راهرویی است که وارد شونده را با پیچ و خم از هشتی به حیاط خانه هدایت می‌کرد.
دالان‌ها بیشتر برای سازماندهی فضای بنا و ساختن فضاهای مرکّب و نسبتا پیچیده به کار می‌رفتند. نقش دیگر دالان، ارتباط دادن فضاهای مختلف است. از انجا که دالان‌ها پیش‌فضایی برای فضاهای اصلی بنا هستند، در کنترل و نگهبانی از فضای اصلی نیز نقش دارند. همچنین در بسیاری از بناها، دالان‌ها زاویه‌های نامتجانس را در درون خود حل کرده و به کل فضاهای مجاور خود زوایای مناسبی می‌دهند.
از نخستین کاربردهای چشمگیر دالان در معماری ایرانی می‌توان به دژ حسنلو اشاره کرد. همچنین در چهارطاق آتشکوه، آتشکده آذرگشنسب و تخت جمشید می‌توان کاربرد دالان‌ها را دید. می‌توان گفت در معماری ایرانی پیش از آنکه حیاط‏‌ها نقش اصلی خود را به عنوان سازمان‏‌دهندهٔ فضاها پیدا کنند، در معماری پیش از اسلام تا اوایل دوره اشکانی دالان تنها عنصر مهم تلفیق فضاها است.